# Optøjerne ved UEFA Cup-finalen 2000
Optøjerne ved UEFA Cup-finalen 2000, også kendt som Slaget om Københavns, var et opgør på Rådhuspladsen i København, mellem tilhængere af det engelske fodboldhold Arsenal og det tyrkiske fodboldhold Galatasaray omkring UEFA Cup-finalen den 17. maj 2000. Spektaklerne, hvor fire mennesker blev stukket ned, omfattede også fans fra andre klubber og blev set af medierne som led i hævn for angrebet og drabet på to Leeds United tilhængerne af Galatasarayfans måneden før.